# Conjetura de la abundancia
En geometría algebraica, la conjetura de la abundancia es una conjetura en geometría biracional, más precisamente en el programa de modelo mínimo, afirmando que para cada variedad proyectiva {\displaystyle X} con singularidades terminales de registro de Kawamata sobre un campo {\displaystyle k} si el paquete canónico {\displaystyle K_{X}} es nef, entonces {\displaystyle K_{X}} es semi-amplio.
Caucher Birkar ha demostrado casos importantes de la conjetura de la abundancia. 

## Otras lecturas
- Kollár, János; Mori, Shigefumi (1998), Birational geometry of algebraic varieties, Cambridge Tracts in Mathematics 134, Cambridge University Press, Conjecture 3.12, p. 81, ISBN 978-0-521-63277-5.
- Lehmann, Brian (2017), «A snapshot of the minimal model program»,  en Coskun, Izzet; de Fernex, Tommaso; Gibney, eds., Surveys on recent developments in algebraic geometry: Papers from the Bootcamp for the 2015 Summer Research Institute on Algebraic Geometry held at the University of Utah, Salt Lake City, UT, July 6–10, 2015, Proceedings of Symposia in Pure Mathematics 95, Providence, RI: American Mathematical Society, pp. 1-32.

- Datos: Q55642851